# Lutkina kuća
Lutkina kuća ili Nora (norv.: Et Dukkehjem) je drama u tri čina norveškog pisca Henrika Ibsena, napisana 1879. godine. Kazališni komad je imao praizvedbu 21. prosinca 1879. godine u Kopenhagenu.

## Radnja
Glavna protagonistkinja je Nora, koja je udata za odvjetnika Torvalda Helmera i koji naizgled žive u skladnom braku. Drama govori o braku i ispred svega ulozi žene u njemu. Lutkina kuća se završava kada Nora napušta svoj dom da bi mogla postati osoba a ne samo lutka što je bila do tada. Većina je uglavnom iznenađena krajem. Razlog zbog kojeg Nora napušta svog muža i svoju djecu je nešto što se u to vrijeme smatralo da nije dio ženske naravi. 

## Likovi
- Torvald Helmer, odvjetnik
- Nora Helmer, njegova supruga
- Njihovih troje djece
- Doktor Rank
- Gospođa Kristina Linde
- Odvjetnik Nils Krogstad
- Anne-Marie, dadilja kod Helmerovih
- Sluškinja
- Čistačica

## Reakcije
Drama je izazvala rasprave u cijeloj Nordijskoj regiji jer je zagovarala žensku emancipaciju. To je bilo važno kazališno djelo za radikalne pisce 1880-ih koji su kritizirali brak, seksualne norme i podređeni položaj žene u društvu.
Ibsen je s ovim djelom utjecao na to da su i drugi pisci pisali o ovoj temi npr. Alfhild Agrell u drami Spašena (1882.), koja ima temelje u Ibsenovoj drami ali s jednim jačim pesimističkim pogledom na mogućnost ženske emancipacije i napredovanja. August Strindberg je napisao vrlo kritičan odgovor na Lutkinu kuću, u istoimenoj noveli koja je objavljena u zbirci kratkih priča Oženjeni. I diljem svijeta su vođene rasprave što se dogodilo s Norom kad je napustila dom.

## Vanjske poveznice
- | Logotip Zajedničkog poslužitelja | Zajednički poslužitelj ima još gradiva o temi Lutkina kuća |

Dolls House by Henrik Ibsen 